# Sabatier (Mondkrater)
Sabatier ist ein kleiner Einschlagkrater am südwestlichen Rand des Mare Marginis und am östlichen Rand der von der Erde aus sichtbaren Seite des Mondes. Der nächstgelegene benannte Krater ist der Krater Neper im Südosten.
Sabatier zeigt eine nahezu kreisförmige Gestalt mit einem niedrigen äußeren Kraterwall. Der kreisrunde Kraterboden nimmt etwa die Hälfte des Kraterdurchmessers ein.